# John Sinclair
John Sinclair là một nhà hoạt động bảo vệ môi trường người Úc.
Sinh ngày 13.7.1939 ở Maryborough, Queensland, Sinclair đã đấu tranh trong vòng 30 năm để bảo vệ thành công môi trường đảo Fraser, ngăn chặn việc đốn các cây rừng mưa nhiệt đới và việc đào khai thác cát trên đảo của các công ty đa quốc gia.
Ông đã đoạt giải Global 500 Roll of Honour (Sổ Vinh danh 500 toàn cầu) của Chương trình Môi trường Liên Hợp Quốc năm 1990, và Giải Môi trường Goldman năm 1993.